# Mitchelton-Scott/Saison 2018
Diese Liste beschreibt die Erfolge des Radsportteams Mitchelton-Scott in der Saison 2018. 

## Erfolge in der UCI WorldTour
In den Rennen der Saison 2018 der UCI WorldTour gelangen die nachstehenden Erfolge.
| Datum                      | Rennen                          | Sieger                  |
| -------------------------- | ------------------------------- | ----------------------- |
| 17. Januar                 | 2. Etappe Tour Down Under       | Caleb Ewan              |
| 16.–21. Januar             | Gesamtwertung Tour Down Under   | Daryl Impey             |
| 10. März                   | 7. Etappe Paris-Nizza           | Simon Yates             |
| 11. März                   | 5. Etappe Tirreno-Adriatico     | Adam Yates              |
| 25. März                   | 7. Etappe Katalonien-Rundfahrt  | Simon Yates             |
| 10. Mai                    | 6. Etappe Giro d’Italia         | Esteban Chaves          |
| 13. Mai                    | 9. Etappe Giro d’Italia         | Simon Yates             |
| 16. Mai                    | 11. Etappe Giro d’Italia        | Simon Yates             |
| 20. Mai                    | 15. Etappe Giro d’Italia        | Simon Yates             |
| 26. Mai                    | 20. Etappe Giro d’Italia        | Mikel Nieve             |
| 4. Juni                    | 1. Etappe Critérium du Dauphiné | Daryl Impey             |
| 10. Juni                   | 7. Etappe Critérium du Dauphiné | Adam Yates              |
| 12. Juni                   | 4. Etappe Tour de Suisse        | Christopher Juul Jensen |
| 10. August                 | 7. Etappe Polen-Rundfahrt       | Simon Yates             |
| 8. September               | 14. Etappe Vuelta a España      | Simon Yates             |
| 25. August – 16. September | Gesamtwertung Vuelta a España   | Simon Yates             |
| 20. Oktober                | 5. Etappe Tour of Guangxi       | Matteo Trentin          |

## Erfolge in der UCI Asia Tour
In den Rennen der Saison 2018 der UCI Asia Tour gelangen die nachstehenden Erfolge.
| Datum       | Rennen                        | Kat. | Sieger           |
| ----------- | ----------------------------- | ---- | ---------------- |
| 14. Oktober | Hammer Sprint Hammer Hongkong | 1.1  | Mitchelton-Scott |
| 14. Oktober | Gesamtwertung Hammer Hongkong | 1.1  | Mitchelton-Scott |
| 21. Oktober | Japan Cup                     | 1.HC | Robert Power     |

## Erfolge in der UCI Europe Tour
In den Rennen der Saison 2018 der UCI Europe Tour gelangen die nachstehenden Erfolge.
| Datum        | Rennen                             | Kat. | Sieger           |
| ------------ | ---------------------------------- | ---- | ---------------- |
| 11. Februar  | Clásica de Almería                 | 1.HC | Caleb Ewan       |
| 23. Mai      | 2. Etappe Tour des Fjords          | 2.HC | Michael Albasini |
| 22.–24. Mai  | Gesamtwertung Tour des Fjords      | 2.HC | Michael Albasini |
| 25. Mai      | 1. Etappe Hammer Stavanger         | 2.1  | Mitchelton-Scott |
| 26. Mai      | 2. Etappe Hammer Stavanger         | 2.1  | Mitchelton-Scott |
| 27. Mai      | 3. Etappe Hammer Stavanger         | 2.1  | Mitchelton-Scott |
| 25.–27. Mai  | Gesamtwertung Hammer Stavanger     | 2.1  | Mitchelton-Scott |
| 2. Juni      | 2. Etappe Hammer Sportzone Limburg | 2.1  | Mitchelton-Scott |
| 3. Juni      | 3. Etappe Hammer Sportzone Limburg | 2.1  | Mitchelton-Scott |
| 25. Juli     | Prueba Villafranca de Ordizia      | 1.1  | Robert Power     |
| 3. September | 2. Etappe Tour of Britain          | 2.HC | Cameron Meyer    |
| 9. September | 8. Etappe Tour of Britain          | 2.HC | Caleb Ewan       |

## Erfolge in der UCI Oceania Tour
In den Rennen der Saison 2018 der UCI Oceania Tour gelangen die nachstehenden Erfolge.
| Datum                   | Rennen                        | Kat. | Sieger         |
| ----------------------- | ----------------------------- | ---- | -------------- |
| 3. Februar              | 3. Etappe Herald Sun Tour     | 2.1  | Esteban Chaves |
| 31. Januar – 4. Februar | Gesamtwertung Herald Sun Tour | 2.1  | Esteban Chaves |

## Erfolge bei den Nationalen Straßen-Radsportmeisterschaften
In den Rennen der Nationalen Straßen-Radsportmeisterschaften 2018 gelangen die nachstehenden Erfolge.
| Datum       | Rennen                                           | Fahrer              |
| ----------- | ------------------------------------------------ | ------------------- |
| 7. Januar   | Australische Meisterschaft – Straßenrennen       | Alexander Edmondson |
| 7. Februar  | Südafrikanische Meisterschaft – Einzelzeitfahren | Daryl Impey         |
| 10. Februar | Südafrikanische Meisterschaft – Straßenrennen    | Daryl Impey         |
| 21. Juni    | Kanadische Meisterschaft – Einzelzeitfahren      | Svein Tuft          |

## Mannschaft
| Teamkader 2018                            | Teamkader 2018     | Teamkader 2018         | Teamkader 2018                      |
| Name                                      | Geburtsdatum       | Land                   | Vorheriges Team                     |
| ----------------------------------------- | ------------------ | ---------------------- | ----------------------------------- |
| Michael Albasini                          | 20. Dezember 1980  | Schweiz                | HTC-Highroad (2011)                 |
| Jack Bauer                                | 7. April 1985      | Neuseeland             | Quick-Step Floors (2017)            |
| Sam Bewley                                | 22. Juli 1987      | Neuseeland             | PureBlack Racing (2012)             |
| Esteban Chaves                            | 17. Januar 1990    | Kolumbien              | Colombia (2013)                     |
| Luke Durbridge                            | 9. April 1991      | Australien             | Jayco-AIS (2011)                    |
| Alexander Edmondson                       | 22. Dezember 1993  | Australien             | Jayco-AIS World Tour Academy (2015) |
| Caleb Ewan                                | 11. Juli 1994      | Australien             | Jayco-AIS World Tour Academy (2014) |
| Jack Haig                                 | 6. September 1993  | Australien             | Jayco-AIS World Tour Academy (2015) |
| Lucas Hamilton                            | 12. Februar 1996   | Australien             | UniSA-Australia (2017)              |
| Mathew Hayman                             | 20. April 1978     | Australien             | Team Sky (2013)                     |
| Michael Hepburn                           | 17. August 1991    | Australien             | Jayco-AIS (2011)                    |
| Damien Howson                             | 13. August 1992    | Australien             | Jayco-AIS World Tour Academy (2013) |
| Daryl Impey                               | 6. Dezember 1984   | Südarfika              | NetApp (2011)                       |
| Christopher Juul-Jensen                   | 6. Juli 1989       | Dänemark               | Tinkoff-Saxo (2015)                 |
| Roger Kluge                               | 5. Februar 1986    | Deutschland            | IAM Cycling (2016)                  |
| Roman Kreuziger                           | 6. Mai 1986        | Tschechien             | Tinkoff (2016)                      |
| Cameron Meyer                             | 11. Januar 1988    | Australien             | Dimension Data (2016)               |
| Luka Mezgec                               | 27. Juni 1988      | Slowenien              | Giant-Alpecin (2015)                |
| Mikel Nieve                               | 26. Mai 1984       | Spanien                | Team Sky (2017)                     |
| Robert Power                              | 11. Mai 1995       | Australien             | Jayco-AIS World Tour Academy (2015) |
| Matteo Trentin                            | 2. August 1989     | Italien                | Quick-Step Floors (2017)            |
| Svein Tuft                                | 9. Mai 1977        | Kanada                 | SpiderTech-C10 (2011)               |
| Carlos Verona                             | 4. November 1992   | Spanien                | Etixx-Quick Step (2016)             |
| Adam Yates                                | 7. August 1992     | Vereinigtes Königreich | Club Cycliste d'Étupes (2013)       |
| Simon Yates                               | 7. August 1992     | Vereinigtes Königreich | 100% me (2013)                      |
| Robert Stannard (8. Okt.–31. Dez.)        | 16. September 1998 | Australien             | Mitchelton-BikeExchange (2018)      |
|                                           |                    |                        |                                     |
| Quellen: ProCyclingStats Cycling Quotient |                    |                        |                                     |